# Ломачанка
Ломача́нка (укр. Ломачанка) — село в Колодяжненской сельской общине Ковельского района Волынской области Украины.
Код КОАТУУ — 0722183802. Население по переписи 2001 года составляет 237 человек. Почтовый индекс — 45040. Телефонный код — 3352.